# Menandros & Thaïs
Menandros & Thaïs ist ein surrealistischer Low-Budget-Sandalenfilm des Regie-Duos Antonín Šilar und Ondřej Cikán, der auf dem 23. Prager IFF Febiofest Premiere hatte. Der Film basiert auf dem gleichnamigen Roman von Ondřej Cikán, der wiederum von den altgriechischen Liebes- und Abenteuerromanen inspiriert ist.
Der Kinostart in Tschechien fand am 28. April 2016, die Österreich-Premiere am 2. Juni 2016 statt; die Deutschland-Premiere am 18. März 2017. Online ist der Film seit Ende 2017 zu sehen.

## Handlung
Thaïs wird während ihrer Hochzeit mit Menandros von Piraten aus Athen entführt. Der Bräutigam begibt sich mit seinem treuen Diener Eudromos auf eine verzweifelte Suche durch einen Großteil der antiken Welt und verwandelt sich nach und nach zu einem blutrünstigen Ungeheuer. Während er skythische Völker unterwirft und dann sogar gegen den persischen Großkönig Xerxes in den Krieg zieht, wird Thaïs versklavt und von Besitzer zu Besitzer weitergereicht, wobei ihre außergewöhnliche Schönheit sie immer vor dem größten Leid bewahrt. Die Jugendliebe des Menandros, die Hetäre Chryseïs, stellt dem Helden nach und lässt sich von einer Hexe dabei helfen. In einer Prophezeiung erfährt Menandros aus dem Mund seines inzwischen verstorbenen Schwiegervaters Aristoboulos, dass eine glückliche Wiedervereinigung mit Thaïs das Liebespaar in größtes Unglück stürzen würde. Chryseïs und die Hexe haben alles genau geplant.

## Bild- und Tonästhetik des Films
Weder Antonín Šilar noch Ondřej Cikán sind hauptberuflich Regisseure. Šilar ist Bühnenbildner in Prag, Cikán Schriftsteller und Gräzist in Wien. Entsprechend ist es um die Ästhetik des Films bestellt. Menandros & Thaïs basiert auf komponierten, zum Teil theaterhaften Einstellungen, während die Handlung über poetische Monologe vorangetrieben wird. Ein gewisses Tempo wird durch häufige Ortswechsel, stilisierte Kampfszenen und die an Italo-Western gemahnende Musik von Hans Wagner gehalten.
Ebenso wie die Romanvorlage handelt auch der Film im fünften Jahrhundert vor Christus zwischen den beiden Perserkriegen, Xerxes sagt gegen Ende des Films, dass er Athen erobern muss. Sowohl Romanvorlage als auch Film vermischen die antike Welt mit unserer Gegenwart, doch auf etwas unterschiedliche Weise. Während die Illusion der antiken Umgebung im Roman trotz aller absurden Schilderungen über weite Strecken erhalten bleibt, bewegen sich die Protagonisten des Films in historisch offensichtlich inkorrekten Theaterkostümen an stilisierten Orten des heutigen Mitteleuropa. Die antike Umgebung ist im Bild also nur angedeutet. Im Ton bleibt die Illusion hingegen aufrecht: Als Menandros und Eudromos aus Athen abfahren, beschreibt Menandros aus dem Off die „stolze Triere“, die sie bestiegen haben. Im Bild sitzen die Helden auf einem Ponton, der von pompöser Musik begleitet ein langsam sich öffnendes Schleusentor passiert.

Ein weiteres surrealistisches Merkmal des Films ist seine Mehrsprachigkeit. Eine Hälfte der Protagonisten spricht Tschechisch, die andere Deutsch, der Pirat Polyploos spricht Finnisch. Die Sprachenverteilung nimmt keine Rücksicht auf die Nationalität der Personen, und alle verstehen einander, als ob sie nur eine Sprache sprechen würden. Die Originalfassung hat tschechische und deutsche Untertitel.

## Einige Unterschiede zum Roman
- Menandros fährt in die letzte Schlacht nicht auf einem von geflügelten Pferden getragenem Schiff, sondern auf einem Panzer.
- Die Rolle des Erzählers wird im Film erst deutlich, als er mit Menandros im Zug nach Gmunden zusammentrifft.
- Die Episode mit den Zauberinnen, die die meisten Männer des Menandros in Frauen verwandeln, fehlt im Film.
- Die Episode über den Aufenthalt der Thaïs in der Zwergenstadt fehlt im Film.
- Das Ehepaar, von dem Menandros und Eudromos an der kleinasiatischen Küste aufgenommen werden, ist im Film durch drei alte Frauen ersetzt worden.
- Die Hexe zaubert im Film mithilfe eines Fernsehgeräts.
- Das Anfangs- und das Schlusslied des Films basiert auf dem Gedicht 94D von Sappho.[6]
- Die Melodie, die der Zwerg summt, ist die Ode an Nemesis von Mesomedes.[7]
- Das Gedicht, das die Hexe in der letzten Schlacht auf Altgriechisch rezitiert, stammt aus dem Idyll Nr. 2 von Theokrit.[8]
- Die gesprochenen Texte des Films sind zum größten Teil nur leicht gekürzt aus der Romanvorlage übernommen.

## Trivia
Der Film wurde zwischen 2012 und 2014 zunächst ohne offizielle Förderungen in der Tschechischen Republik und Österreich gedreht, erhielt gegen Ende der Dreharbeiten aber eine Förderung des tschechischen Fonds für Kinematographie. Es haben über 300 Freiwillige ohne Bezahlung mitgewirkt, wobei ein großer Teil von ihnen zu Miteigentümern geworden ist.

## Rezeption und Kritik
Der tschechische Trailer war auf dem Server idnes.cz der meistgesehene Filmtrailer zwischen Jänner und März 2016. Die Kinodistribution war für einen Low-Budget-Film mit bisher über 110 Kinoprojektionen weltweit, zum größten Teil in Tschechien und Österreich, vergleichsweise erfolgreich. Von der österreichischen Kritik wurde der Film durchwegs positiv aufgenommen, in der Tschechischen Republik überwog zwar die positive Rezeption, es gab aber auch negative Stimmen. Menandros & Thaïs wurde mit Jodorowskys The Mountain, David Lynch und Luis Buñuel verglichen. Der Film erhielt den Preis der tschechischen Assoziation der Regisseure und Drehbuchautoren ARAS.